# Luxúria (banda)
Luxúria foi uma banda de rock brasileira, formada em 2005 na cidade de Jacareí, São Paulo, por Megh Stock (vocal), Beto Richieri (guitarra), Ed Redneck (guitarra), Luciano Dragão (baixo) e Guilherme Cersosimo (bateria).

## História
Em 2005 a cantora Megh Stock e o baixista Luciano Dragão, que já tocavam juntos na banda de covers Boneca Inflável, decidiram montar uma outra banda autoral, batizando como Luxúria e convidando para as juntar a eles Beto Richieri (guitarra), Ed Redneck (guitarra) e Guilherme Cersosimo (bateria). A banda logo passou a figurar nos maiores festivais do país, como o MADA, em Natal, o Porão do Rock, em Brasília, o Go Music, em Goiânia, o Ceará Music em Fortaleza, entre tantos outros. Em 2006, a banda lançou seu álbum de estreia homônimo, Luxúria, pela Sony BMG. O álbum foi masterizado no estúdio da gravadora em Nova Iorque. Seu primeiro videoclipe, do single "Ódio", foi bastante executado na programação da MTV Brasil e teve direção do premiado diretor Johnny Araújo. Por conta desse álbum, a banda foi indicada ao Prêmio Multishow de Música Brasileira 2006, na categoria "Revelação do Ano".
Também em 2006, a banda participou da gravação do show Zero KM, ao lado das bandas Dibob, Emoponto, Ramirez e Seu Cuca, no Canecão, Rio de Janeiro. O show foi exibido pelo canal Multishow e lançado em CD e DVD no ano seguinte pela gravadora Som Livre. No mesmo ano, emplacaram a música "Lama" como tema da 14ª temporada da telessérie Malhação, da Rede Globo, e a música "Imperecível" figurou durante cinco semanas no Disk MTV. Ainda em 2007, a banda tocou no festival João Rock, e ainda abriu três dos quatro shows que a banda Evanescence realizou aquele ano no Brasil. Em 2008 a banda encerrou suas atividades e Megh seguiu carreira solo.

## Integrantes
- Megh Stock: vocal
- Beto Richieri: guitarra
- Ed Redneck: guitarra
- Luciano Dragão: baixo
- Guilherme Cersosimo: bateria

## Discografia

### Álbuns de estúdio
- (2006) Luxúria

### Singles
| Ano  | Título        | Álbum   |
| ---- | ------------- | ------- |
| 2006 | "Ódio"        | Luxúria |
| 2006 | "Imperecível" | Luxúria |
| 2007 | "Lama"        | Luxúria |

## Prêmios e indicações
| Ano  | Prêmio                                     | Categoria        | Resultado | Ref.  |
| ---- | ------------------------------------------ | ---------------- | --------- | ----- |
| 2006 | Prêmio Multishow de Música Brasileira 2006 | Revelação do Ano | Indicado  | [ 5 ] |